# Old Money
"Old Money" är avsnitt 17 i säsong två av Simpsons och sändes på Fox i USA den 28 mars 1991. I avsnittet börjar farfar dejta sin nya granne, Bea. Bea avlider efter en tid och farfar ärver 106 000 dollar. Pengarna gör honom inte lycklig, så han bestämmer sig att ge pengarna till de mest behövande, de ska gå till att renovera ålderdomshemmet. Avsnittet skrevs av Jay Kogen och Wallace Wolodarsky samt regisserades av David Silverman. Audrey Meadows gästskådespelar som Beatrice "Bea" Simmons och Phil Hartman som Lionel Hutz och Platon. Avsnittet innehåller kulturella referenser till Tom Jones, Om jag hade en miljon, Star Wars och Batman.

## Handling
Familjen Simpsons gör en tråkig utflykt med Homers farfar. När han kommer tillbaka till ålderdomshemmet träffar han Beatrice "Bea" Simmons som nyligen flyttat dit efter att de blandat ihop sina mediciner. De blir kära i varandra och börjar umgås. Familjen bestämmer sig att nästa gång farfar ska följa med på en utflykt ska de göra något kul. Nästa söndag tvingar Homer sin pappa att följa med familjen på en safaritur, trots att han inte vill det eftersom Bea fyller år. Homer tror att hon är påhittad. Under safarin fastnar bilen i leran och det dröjer flera timmar innan de kommer loss och farfar kan åka hem för att fira Bea. Då han kommer till ålderdomshemmet får han reda på att Bea har dött av att hjärtkammaren brast. Farfar tror att han var orsaken till hennes död och vägrar umgås med sin familj som fick honom att missa hennes födelsedag.
Några dagar senare får farfar reda på att han är Beas enda arvinge och får 106 000 dollar. Han berättar det för sin familj, som blir glada, tills de får reda på att de inte kommer att få något. Farfar börjar slösa bort pengarna på roliga aktiviteter men blir inte glad. Då han åker berg- och dalbana träffar han på Beas spöke som frågar honom varför hennes pengar inte gör honom glad, och hon föreslår att han kan göra andra glada med pengarna. Bea ber också Abe att besöka sin son då han saknar honom. Han åker då hem till Homers familj som blir glada över att se honom. Han berättar för dem att han ska ge pengarna till någon som behöver dem. Han låter invånarna i Springfield ge förslag på vad de vill göra om de får pengarna. Han gillar inget av förslagen, men efter att Lisa berättat för honom att de fattiga behöver pengarna mest bestämmer han sig för att ge pengarna till dem. Han besöker slummen där han inser att pengarna inte kommer att räcka och åker sedan till kasinot. Homer får reda på det och stoppar sin pappa från att förlora pengarna på roulett, efter att han spelat sin första spelomgång vilket han vann på. Abe blir glad över att Homer stoppade honom från att förlora pengarna och han ändrar sina planer och bestämmer sig för att renovera ålderdomshemmet. Han bygger en ny matsal uppkallad efter Bea och bjuder alla på middag.

## Produktion
Avsnittet skrevs av Jay Kogen och Wallace Wolodarsky samt regisserades av David Silverman. Safarin som familjen besöker är baserad på Lion Country Safari i Loxahatchee som Kogen besökte i sin ungdom. "Old Money" var det första avsnittet där farfar fick sitt förnamn, Abraham Simpson. Matt Groenings farfar har samma namn, men han ville inte att familjens farfar skulle heta det eftersom resten av familjen utom Bart har samma namn som hans egen familj. Författarna valde hans namn utan att veta namnet på Groenings farfar. Professor Frink medverkar för första gången. Han kallas i manuset för "mad scientist". Hank Azaria fick göra rösten, och gjorde en parodi på Jerry Lewis i Dr. Jäkel och Mr. Hyde. Författarna gillade hur han lät och tog med honom i fler avsnitt efter detta. Audrey Meadows gästskådespelar som Bea. Al Jean tycker att Meadows var perfekt för rollen eftersom hon har en söt röst och han minns att inspelningen med henne var rolig. Under eftertexterna är avsnittet det enda som visar vem av röstskådespelarna som gjorde vilken rollfigur efter en önskan av fansen. Phil Hartman gästskådespelar som Lionel Hutz och Platon.

## Kulturella referenser
Scenen då farfar och Bea äter sin medicin är en referens till Tom Jones. Två av personerna som vill ha farfars pengar är Darth Vader och Jokern. Då familjen funderar över vart de ska åka med farfar föreslår Homer Springfield Mystery Spot, som en referens till Mystery Spot som enligt Lisa är en pöl med lera. Farfar åker berg- och dalbanan på Diz-Nee-Land som är en parodi på Disneyland. För att inte bli stämda lade de in i avsnittet att den inte är en del av Disneyland, Disney World eller annat från Walt Disney Company.
 Scenen då farfar äter middag med Bea är en referens till  Nattugglor. Innan farfar tänker satsa pengarna en andra gång på rouletthjulet citerar han Rudyard Kipling för sin son. Idén att farfar rustar upp ålderdomshemmet är en referens till Om jag hade en miljon.

## Mottagande
Avsnittet hamnade på plats 36 över mest sedda program under veckan med en Nielsen ratings på 12.4 och var det mest sedda på Fox under veckan som det sändes.  I boken I Can't Believe It's a Bigger and Better Updated Unofficial Simpsons Guide har Warren Martyn och Adrian Wood skrivit att de anser att avsnittet är underbart, mycket sorgset men upplyftande och innehåller bra repliker, speciellt från farfar. Colin Jacobson på DVD Movie Guide har sagt att avsnittet är det sämsta från säsong två och det enda dåliga det året, men han anser att det egentligen inte är ett dåligt avsnitt. Det finns några roliga scener, men det var det sämsta avsnittet då det sändes. Han anser att avsnittet ger tittarna känslor, men på ett sätt som man inte sett tidigare, vilket gör avsnittet till säsongens förlorare.